# Distrito Escolar Consolidado Independiente Lamar

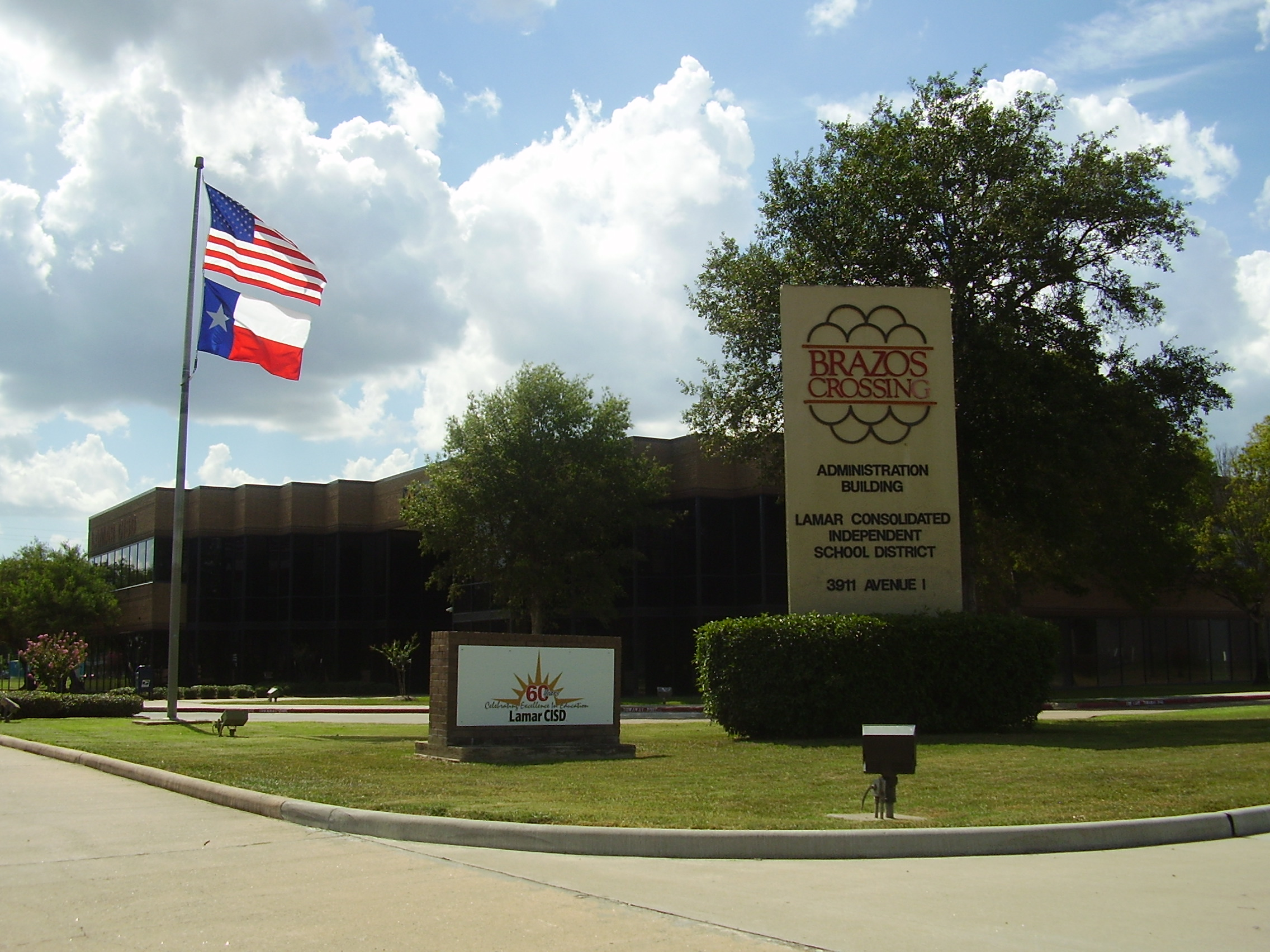
Brazos Crossing, la sede del distrito

El Distrito Escolar Consolidado Independiente Lamar (Lamar Consolidated Independent School District, LCISD) es un distrito escolar de Texas. Tiene su sede en Rosenberg. Gestiona escuelas en Rosenberg, Richmond, Beasley, y áreas no incorporadas en el Condado de Fort Bend. El distrito sirve a Thompsons, Greatwood y Fulshear.

## Escuelas

### Escuelas superiores
- B. F. Terry High School (EN)
- Foster High School (EN)
- George Ranch High School (EN)

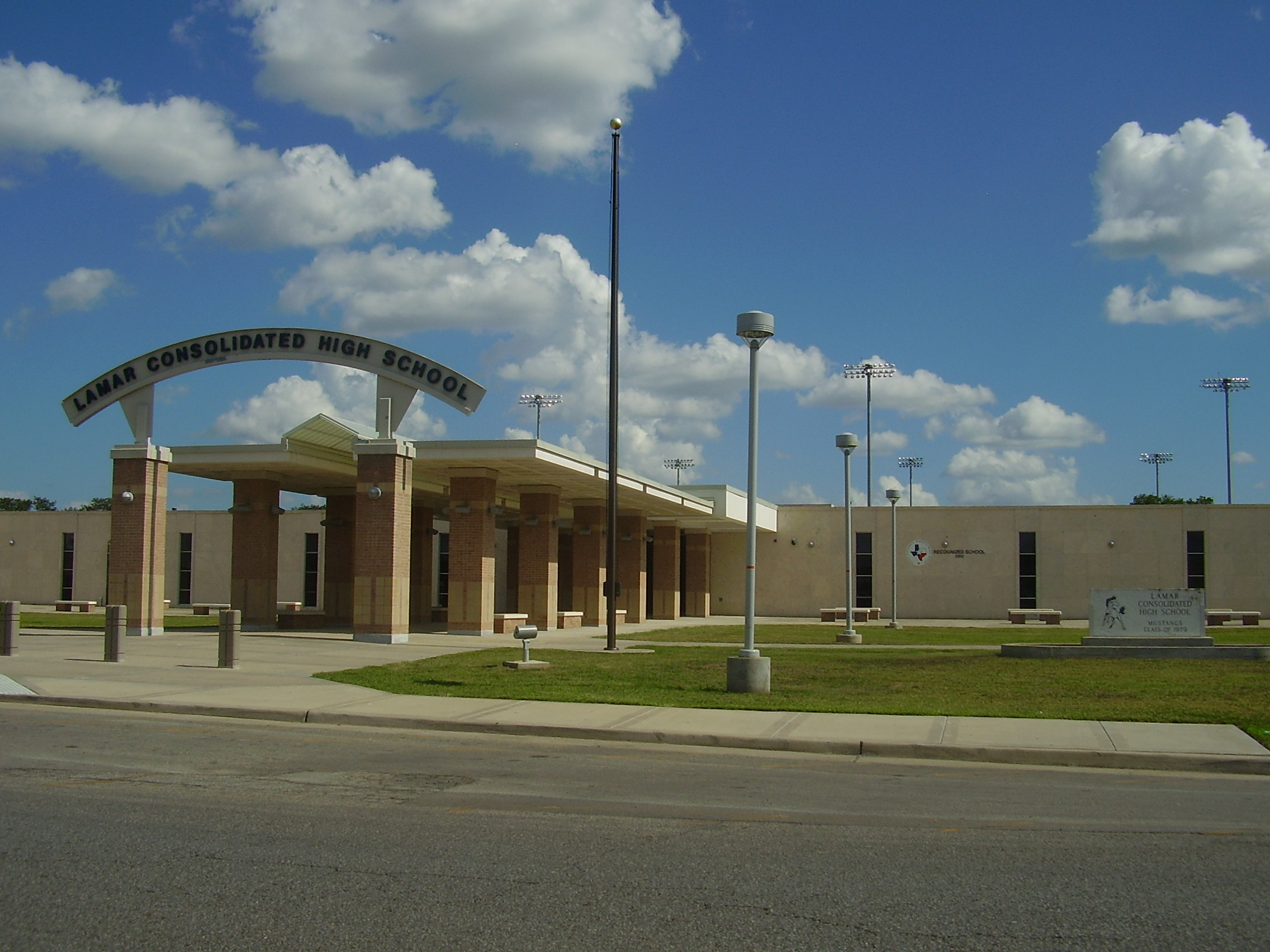
Lamar Consolidated High School

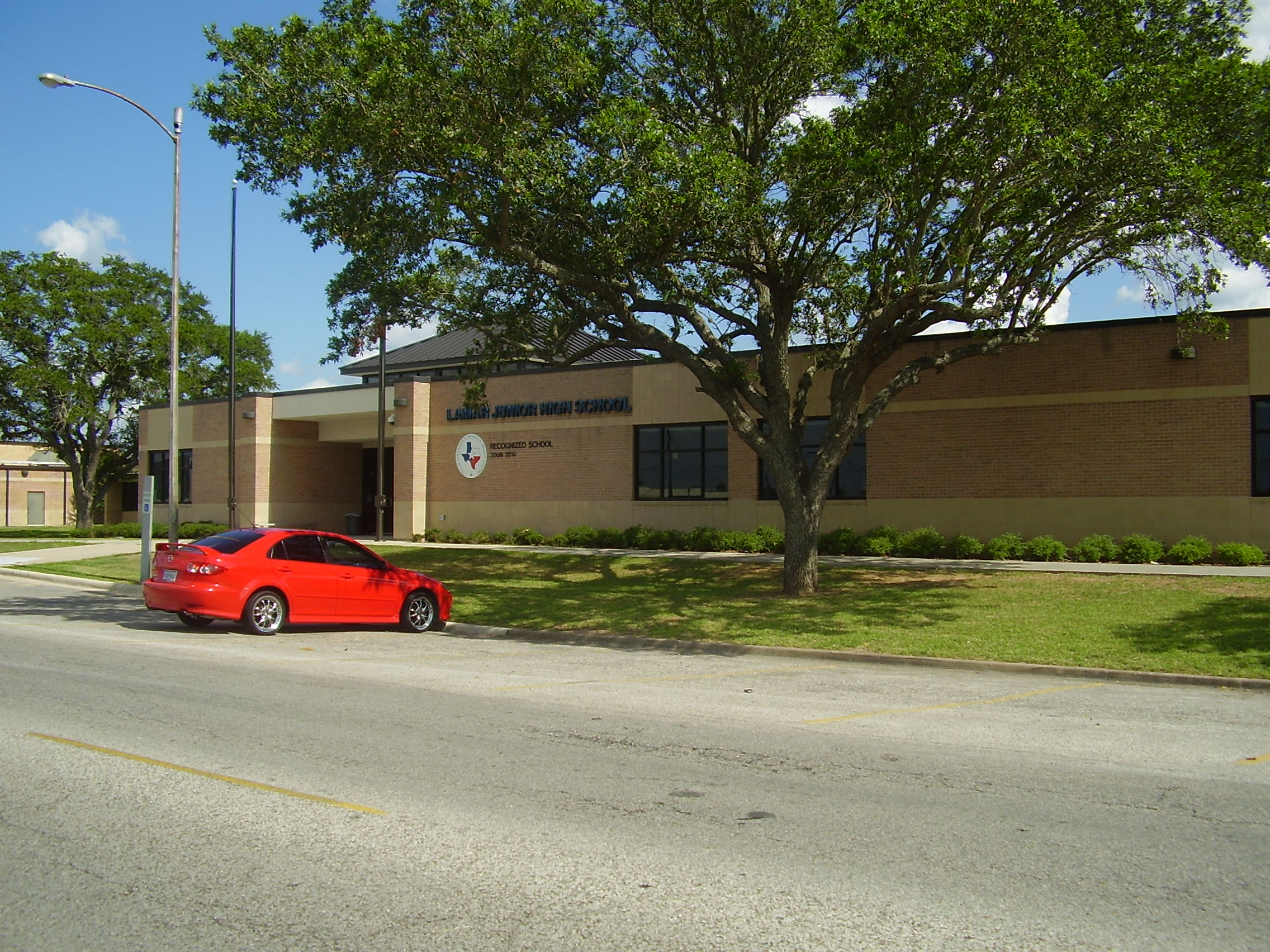
Lamar Junior High School

- Lamar Consolidated High School (EN)
- Fulshear High School

### Escuelas secundarias
- George Junior High School
- Lamar Junior High School
- Briscoe Junior High School
- Reading Junior High School
- Leaman Junior High School

### Escuelas medias
- Wesendorff Middle School
- Navarro Middle School
- Werthimer Middle School

### Escuelas primarias
- Beasley Elementary School
- Bowie Elementary School
- Campbell Elementary School
- Susanna Dickinson Elementary School
- Frost Elementary School
- Huggins Elementary School
- Hubenak Elementary School
- Hutchison Elementary School
- Jackson Elementary School
- Jane Long Elementary School
- McNeill Elementary School
- Meyer Elementary School
- T.L. Pink Elementary School
- Taylor Ray Elementary School
- Seguin Elementary School
- Smith Elementary School
- Thomas Elementary School
- Travis Elementary School
- Williams Elementary School
- Valasquez Elementary School